# 1 Reyes 21
1 Reyes 17 es el decimoséptimo capítulo de los Libros de los Reyes de la Biblia hebrea o Primer Libro de los Reyes del Antiguo Testamento de la Biblia cristiana El libro es una compilación de varios anales que registran los actos de los reyes de Israel y Judá por un compilador deuteronómico en el siglo VII a. C., con un suplemento añadido en el siglo VI a. C. Este capítulo pertenece a la sección que comprende de 1 Reyes 16:15 a 2 Reyes 8:29 que documenta el período de los Omrides. Este capítulo se centra en el reinado del rey Ajab en el reino del norte.

## Texto
Este capítulo fue escrito originalmente en lengua hebrea y desde el siglo XVI se divide en 29 Versículos.

### Testigos textuales
Algunos de los primeros manuscritos que contienen el texto de este capítulo en hebreo pertenecen a la tradición del Texto Masorético, que incluye el Códice de El Cairo (895), el Códice de Alepo (siglo X) y el Códice Leningradensis (1008).
También existe una traducción al griego koiné conocida como Septuaginta, realizada en los últimos siglos a. C.. Los manuscritos antiguos existentes de la versión Septuaginta incluyen el Codex Vaticanus (B; {\displaystyle {\mathfrak {G}}}B; siglo IV) y el Codex Alexandrinus (A; {\displaystyle {\mathfrak {G}}}A; siglo V). 

## El asesinato por sentencia  de Nabot por Acab y Jezabel (21:1-16)
En el antiguo Israel las familias campesinas (que comprendían más del 90 % de la población) estaban protegidas legalmente de la propiedad de la tierra (Leviticus 25; Deuteronomy 5:21), por lo que tienen una existencia económica segura y por lo tanto firmes derechos ciudadanos por la asignación de tierras suficientes. El agricultor Nabot tenía por lo tanto el derecho y el deber de legar su tierra a su familia y no a extraños, para inhibir la enajenación de la propiedad familiar (por ejemplo, Levítico 25:8-34; Números 27:9-11). El rey Ajab debía atenerse a esta norma, pero este pasaje muestra «con qué falta de escrúpulos podía seguir utilizándose el poder del rey sobre los derechos civiles y cuán complaciente era el tribunal de asesores laicos con sus deseos», especialmente cuando estaba dirigido por una reina originaria del extranjero (Jezabel era de Sidón, Fenicia) y no respetaba (ni entendía) la ética israelita. En cualquier caso, el escándalo de Nabot no dejaba de ser un caso individual, mientras que el robo de tierras por parte de la clase dominante 100 años más tarde se convertiría en un principio económico (Isaías 5:8; Amós 2:6; Miqueas 2:1-2).

### Versículo 1
Después de estas cosas, Nabot de Jezreel tenía una viña en Jezreel, junto al palacio de Acab, rey de Samaria».
- «Viña que estaba en Jezreel»: En 2012, la Expedición Jezreel, bajo la dirección de la Dra. Norma Franklin, de la Universidad de Haifa, descubrió al pie de Tel Jezreel una antigua y prominente bodega que funcionaba en la época de Nabot, en el siglo IX a. C. Se trata de un complejo vinícola de 40 metros cuadrados, con un gran suelo pisable, cubas profundas y una pila, situado debajo de un gran edificio relacionado con algún tipo de uso militar, también datado aproximadamente en el siglo IX a. C. El gran edificio coincide con la definición de hekhal (הֵיכַ֣ל, traducido en este Versículo como «palacio»), que se refiere a un «edificio grande e importante, posiblemente de carácter militar o religioso», no necesariamente un palacio.[12]Se sugiere que esta antigua bodega podría ser el viñedo de Nabot, que se encontraba junto al «palacio» de Acab en Jezreel.[13]

## El juicio de Elías contra Acab y su corte (21:17-29)
El acto de maldad hacia Nabot requería que alguien se enfrentara al rey y, en tales circunstancias, éste era normalmente un profeta, como Elías, que de repente se presentó ante el rey Acab en los viñedos de Nabot. Después de escuchar brevemente la pregunta sorprendida de Acab (versículo 20: '¿Me has encontrado, enemigo mío?'), Elías lanzó con firmeza su acusación (versículo 19: '¿Has matado, y también te has apoderado?'), y anunció inmediatamente el juicio (versículo 19: 'En el lugar donde los perros lamieron la sangre de Nabot, los perros lamerán también tu sangre'). Elías debió de regañar a Acab en un largo discurso (versículos 20b-22, 24, estrechamente relacionados con los discursos de 1 Reyes 14:7-11 y  " Reyes 9:7-10) repitiendo los fallos religiosos del rey (versículos 25-26). La respuesta de Acab como pecador arrepentido pospuso su juicio a la siguiente generación (versículos 27-29). La referencia en 2 Reyes 9:36-37 constata el cumplimiento de la profecía. Una versión paralela de esta historia se encuentra en 2 Reyes 9:25-26.